# Salts al Campionat del Món de natació de 1982
La competició de salts al Campionat del Món de natació de 1982 es realitzà al complex esportiu de la Piscines Alberto Vallarino de Guayaquil (Equador).

## Proves
Es realitzen quatre proves, separades en competició masculina i competició femenina:
- trampolí 3 m
- plataforma 10 m

## Resum de medalles

### Categoria masculina
| Event            | Or                  | Or     | Plata                  | Plata  | Bronze                  | Bronze |
| trampolí 3 m.    | Greg Louganis (USA) | 752.67 | Sergei Kuzmin (URS)    | 636.15 | Aleksandr Portnov (URS) | 631.56 |
| plataforma 10 m. | Greg Louganis (USA) | 634.26 | Vladimir Aleynik (URS) | 629.85 | Bruce Kimball (USA)     | 619.68 |

### Categoria femenina
| Event            | Or                 | Or     | Plata                   | Plata  | Bronze               | Bronze |
| trampolí 3 m.    | Megan Neyer (USA)  | 501.03 | Christina Seufert (USA) | 490.02 | Peng Yuanchuan (CHN) | 482.10 |
| plataforma 10 m. | Wendy Wyland (USA) | 438.78 | Ramona Wenzel (GDR)     | 417.99 | Zhou Jihong (CHN)    | 399.78 |

## Medaller
| Posició | País            | Or | Plata | Bronze | Total |
| 1       | Estats Units    | 4  | 1     | 1      | 6     |
| 2       | Unió Soviètica  | 0  | 2     | 1      | 3     |
| 3       | RDA             | 0  | 1     | 0      | 1     |
| 4       | R.P. de la Xina | 0  | 0     | 2      | 2     |
| Total   | Total           | 4  | 4     | 4      | 12    |